# Pugilato ai Giochi della XXXII Olimpiade
I tornei di pugilato ai Giochi della XXXII Olimpiade si sono svolti tra il 24 luglio e l'8 agosto 2021 al Ryōgoku Kokugikan di Tokyo.
Il programma prevedeva 13 eventi, otto maschili e cinque femminili. Il 22 maggio 2019 il Comitato Olimpico Internazionale (CIO) ha annunciato che l'Associazione Internazionale Boxe Amatori (AIBA) era stata privata del diritto di organizzare il torneo a causa di problemi nell'ambito finanziario, gestionale, dell'etica e dell'arbitraggio; il torneo è invece stato organizzato da una task force crea appositamente e guidata da Morinari Watanabe, presidente della Federazione Internazionale di Ginnastica.

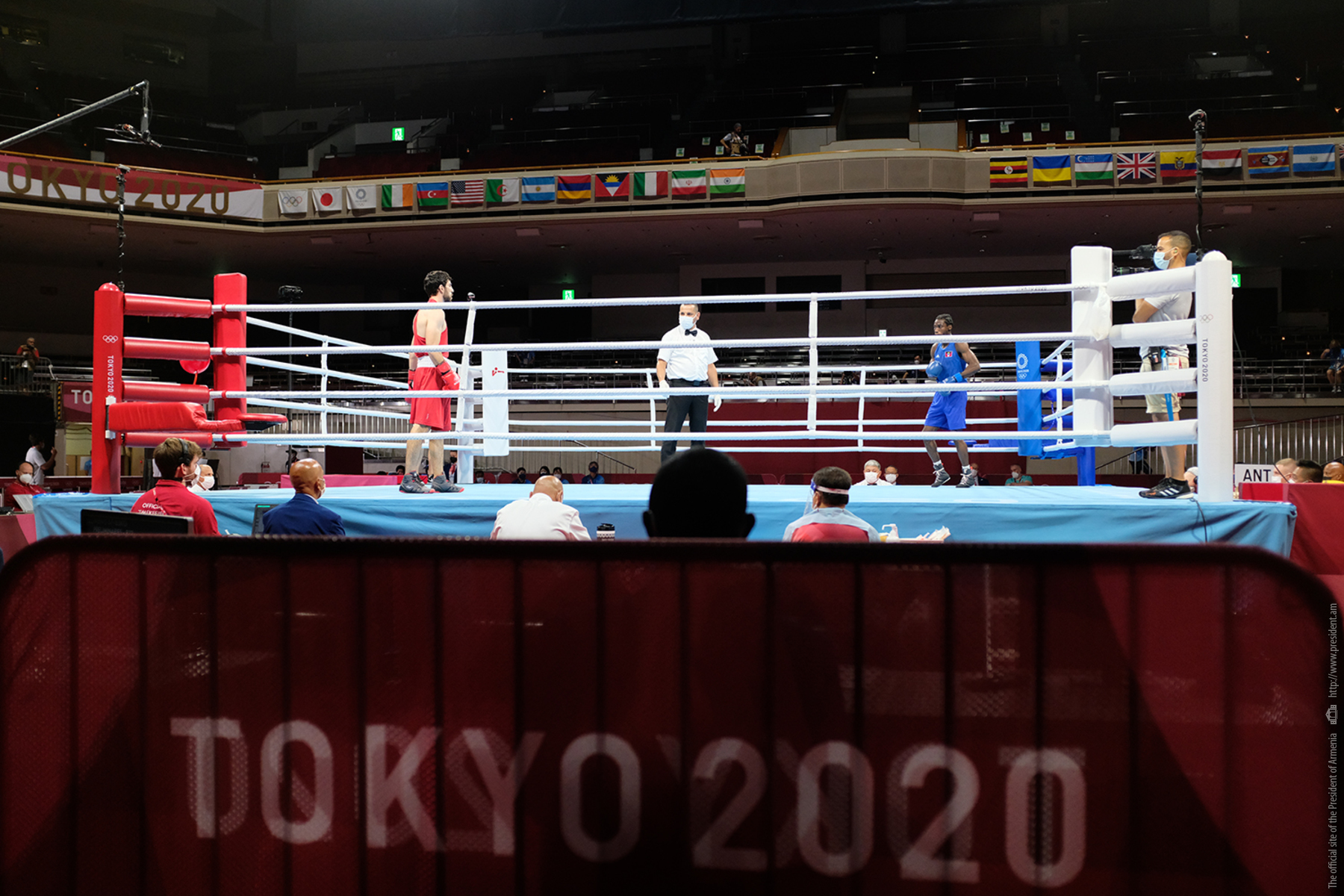
Ryōgoku Kokugikan

## Categorie
Le categorie maschili sono state ulteriormente ridotte da 10 a 8 con la scomparsa dei Pesi mosca leggeri, Pesi gallo e Pesi superleggeri e la reintroduzione dei Pesi piuma che non erano presenti nel 2016 a Rio de Janeiro. Inoltre le categorie femminili sono state aumentate da tre a cinque.
Gli uomini si sono sfidati nelle seguenti otto categorie:
- Pesi mosca (52 kg)
- Pesi piuma (57 kg)
- Pesi leggeri (63 kg)
- Pesi welter (69 kg)
- Pesi medi (75 kg)
- Pesi mediomassimi (81 kg)
- Pesi massimi (91 kg)
- Pesi supermassimi (+91 kg)

Le donne nelle seguenti cinque categorie:
- Pesi mosca (51 kg)
- Pesi piuma (57 kg)
- Pesi leggeri (60 kg)
- Pesi welter (69 kg)
- Pesi medi (75 kg)

## Qualificazioni
Ogni Comitato olimpico nazionale ha avuto diritto a iscrivere un atleta per ogni categoria. Sei posti sono stati riservati al Paese organizzatore (4 maschili e 2 femminile), mentre gli otto posti rimanenti (5 maschili e 3 femminili) sono stati riservati a inviti della Commissione Inviti Tripartita. Per ogni atleta del Paese organizzatore che si è qualificato attraverso i Campionati Mondiali AIBA, il Paese organizzatore ha perso uno dei posti ad esso riservati di diritto. Ogni continente ha avuto diritto ad un determinato numero di atleti, qualificati attraverso i Mondiali e alcuni tornei di qualificazione continentali.

## Calendario
In tutti i giorni di competizione, ad eccezione dell'8 agosto, sono state previste due sessioni, una pomeridiana (P) e una serale (S).
| P | Turni Preliminari | ¼ | Quarti di Finale | ½ | Semifinali | F | Finali |

| Data →                | Sab 24 | Sab 24 | Dom 25 | Dom 25 | Lun 26 | Lun 26 | Mar 27 | Mar 27 | Mer 28 | Mer 28 | Gio 29 | Gio 29 | Ven 30 | Ven 30 | Sab 31 | Sab 31 | Dom 1 | Dom 1 | Lun 2 | Lun 2 | Mar 3 | Mar 3 | Mer 4 | Mer 4 | Gio 5 | Gio 5 | Ven 6 | Ven 6 | Sab 7 | Sab 7 | Dom 8 | Dom 8 |
| Evento ↓              | P      | S      | P      | S      | P      | S      | P      | S      | P      | S      | P      | S      | P      | S      | P      | S      | P     | S     | P     | S     | P     | S     | P     | S     | P     | S     | P     | S     | P     | S     | P     | S     |
| --------------------- | ------ | ------ | ------ | ------ | ------ | ------ | ------ | ------ | ------ | ------ | ------ | ------ | ------ | ------ | ------ | ------ | ----- | ----- | ----- | ----- | ----- | ----- | ----- | ----- | ----- | ----- | ----- | ----- | ----- | ----- | ----- | ----- |
| Mosca maschile        |        |        |        |        | P      | P      |        |        |        |        |        |        |        |        | P      | P      |       |       |       |       | ¼     | ¼     |       |       | ½     |       |       |       | F     |       |       |       |
| Piuma maschile        | P      | P      |        |        |        |        |        |        | P      | P      |        |        |        |        |        |        | ¼     | ¼     |       |       | ½     | ½     |       |       | F     |       |       |       |       |       |       |       |
| Leggeri maschile      |        |        | P      | P      |        |        |        |        |        |        |        |        |        |        | P      | P      |       |       |       |       | ¼     | ¼     |       |       |       |       | ½     |       |       |       | F     |       |
| Welter maschile       | P      | P      |        |        |        |        | P      | P      |        |        |        |        | ¼      | ¼      |        |        | ½     | ½     |       |       |       | F     |       |       |       |       |       |       |       |       |       |       |
| Medi maschile         |        |        |        |        | P      | P      |        |        |        |        | P      | P      |        |        |        |        | ¼     | ¼     |       |       |       |       |       |       | ½     |       |       |       | F     |       |       |       |
| Mediomassimi maschile |        |        | P      | P      |        |        |        |        | P      | P      |        |        | ¼      | ¼      |        |        | ½     | ½     |       |       |       |       | F     |       |       |       |       |       |       |       |       |       |
| Massimi maschile      | P      |        |        |        |        |        | P      | P      |        |        |        |        | ¼      | ¼      |        |        |       |       |       |       | ½     | ½     |       |       |       |       | F     |       |       |       |       |       |
| Supermassimi maschile |        | P      |        |        |        |        |        |        |        |        | P      | P      |        |        |        |        | ¼     | ¼     |       |       |       |       | ½     |       |       |       |       |       |       |       | F     |       |
| Mosca femminile       |        |        | P      | P      |        |        |        |        |        |        | P      | P      |        |        |        |        | ¼     | ¼     |       |       |       |       | ½     |       |       |       |       |       | F     |       |       |       |
| Piuma femminile       | P      | P      |        |        | P      | P      |        |        | ¼      | ¼      |        |        |        |        | ½      | ½      |       |       |       |       | F     |       |       |       |       |       |       |       |       |       |       |       |
| Leggeri femminile     |        |        |        |        |        |        | P      | P      |        |        |        |        | P      | P      |        |        |       |       |       |       | ¼     | ¼     |       |       | ½     |       |       |       |       |       | F     |       |
| Welter femminile      | P      |        |        |        |        |        | P      | P      |        |        |        |        | ¼      | ¼      |        |        |       |       |       |       |       |       | ½     |       |       |       |       |       | F     |       |       |       |
| Medi femminile        |        |        |        |        |        |        |        |        | P      | P      |        |        |        |        | ¼      | ¼      |       |       |       |       |       |       |       |       |       |       | ½     |       |       |       | F     |       |

## Podi

### Uomini
| Evento                  | Oro                 | Argento                | Bronzo                                     |
| Mosca (dettagli)        | Galal Yafai         | Carlo Paalam           | Ryomei Tanaka Saken Bibossinov             |
| Piuma (dettagli)        | Albert Batyrgaziev  | Duke Ragan             | Lázaro Álvarez Samuel Takyi                |
| Leggeri (dettagli)      | Andy Cruz           | Keyshawn Davis         | Harry Garside Hovhannes Bachkov            |
| Welter (dettagli)       | Roniel Iglesias     | Pat McCormack          | Aidan Walsh Andrej Zamkovoj                |
| Medi (dettagli)         | Hebert Sousa        | Oleksandr Chyžnjak     | Eumir Marcial Gleb Bakshi                  |
| Mediomassimi (dettagli) | Arlen López         | Benjamin Whittaker     | Loren Berto Alfonso Dominguez Imam Khataev |
| Massimi (dettagli)      | Julio César la Cruz | Muslim Gadzhimagomedov | Abner Teixeira David Nyika                 |
| Supermassimi (dettagli) | Bahodir Jalolov     | Richard Torrez Jr.     | Frazer Clarke Kamshybek Kunkabayev         |

### Donne
| Evento             | Oro               | Argento                 | Bronzo                                |
| Mosca (dettagli)   | Stojka Krăsteva   | Buse Naz Çakıroğlu      | Huang Hsiao-Wen Tsukimi Namiki        |
| Piuma (dettagli)   | Sena Irie         | Nesthy Petecio          | Karriss Artingstall Irma Testa        |
| Leggeri (dettagli) | Kellie Harrington | Beatriz Soares Ferreira | Sudaporn Seesondee Mira Potkonen      |
| Welter (dettagli)  | Busenaz Sürmeneli | Gu Hong                 | Lovlina Borgohain Oshae Jones         |
| Medi (dettagli)    | Lauren Price      | Li Qian                 | Zenfira Magomedalieva Nouchka Fontijn |

## Medagliere
| Pos.   | Paese         | Oro | Argento | Bronzo | Totale |
| ------ | ------------- | --- | ------- | ------ | ------ |
| 1      | Cuba          | 4   | 0       | 1      | 5      |
| 2      | Gran Bretagna | 2   | 2       | 2      | 6      |
| 3      | ROC           | 1   | 1       | 4      | 6      |
| 4      | Brasile       | 1   | 1       | 1      | 3      |
| 5      | Turchia       | 1   | 1       | 0      | 2      |
| 6      | Giappone      | 1   | 0       | 2      | 3      |
| 7      | Irlanda       | 1   | 0       | 1      | 2      |
| 8      | Bulgaria      | 1   | 0       | 0      | 1      |
| 8      | Uzbekistan    | 1   | 0       | 0      | 1      |
| 10     | Stati Uniti   | 0   | 3       | 1      | 4      |
| 11     | Filippine     | 0   | 2       | 1      | 3      |
| 12     | Cina          | 0   | 2       | 0      | 2      |
| 13     | Ucraina       | 0   | 1       | 0      | 1      |
| 14     | Kazakistan    | 0   | 0       | 2      | 2      |
| 15     | Taipei cinese | 0   | 0       | 1      | 1      |
| 15     | India         | 0   | 0       | 1      | 1      |
| 15     | Australia     | 0   | 0       | 1      | 1      |
| 15     | Armenia       | 0   | 0       | 1      | 1      |
| 15     | Nuova Zelanda | 0   | 0       | 1      | 1      |
| 15     | Azerbaigian   | 0   | 0       | 1      | 1      |
| 15     | Ghana         | 0   | 0       | 1      | 1      |
| 15     | Italia        | 0   | 0       | 1      | 1      |
| 15     | Finlandia     | 0   | 0       | 1      | 1      |
| 15     | Thailandia    | 0   | 0       | 1      | 1      |
| 15     | Paesi Bassi   | 0   | 0       | 1      | 1      |
| Totale | Totale        | 13  | 13      | 26     | 52     |